# العلاقات السلوفاكية الغانية
العلاقات السلوفاكية الغانية هي العلاقات الثنائية التي تجمع بين سلوفاكيا وغانا.

## مقارنة بين البلدين
هذه مقارنة عامة ومرجعية للدولتين:
| وجه المقارنة                                              | سلوفاكيا                                                       | غانا         |
| --------------------------------------------------------- | -------------------------------------------------------------- | ------------ |
| المساحة (كم2)                                             | 49.03 ألف                                                      | 238.53 ألف   |
| عدد السكان (نسمة)                                         | 5.44 مليون                                                     | 26.91 مليون  |
| الكثافة السكانية (ن./كم²)                                 | 110.95                                                         | 112.82       |
| العاصمة                                                   | براتيسلافا                                                     | أكرا         |
| اللغة الرسمية                                             | اللغة السلوفاكية                                               | لغة إنجليزية |
| العملة                                                    | كرونة سلوفاكية، يورو                                           | سيدي غاني    |
| الناتج المحلي الإجمالي (بليون دولار)                      | 95.77 مليار                                                    | 47.33 مليار  |
| الناتج المحلي الإجمالي (تعادل القوة الشرائية) بليون دولار | 162.34 مليار                                                   | 115.41 مليار |
| الناتج المحلي الإجمالي الاسمي للفرد دولار أمريكي          | 16.09 ألف                                                      | 1.37 ألف     |
| الناتج المحلي الإجمالي للفرد دولار أمريكي                 | 30.46 ألف                                                      | 4.08 ألف     |
| مؤشر التنمية البشرية                                      | 0.844                                                          | 0.579        |
| رمز المكالمات الدولي                                      | +421                                                           | +233         |
| رمز الإنترنت                                              | .sk                                                            | .gh          |
| المنطقة الزمنية                                           | توقيت وسط أوروبا، ت ع م+01:00، ت ع م+02:00، أوروبا/براتيسلافا ‏ | 00           |

## منظمات دولية مشتركة
يشترك البلدان في عضوية مجموعة من المنظمات الدولية، منها:
| علم المنظمة | اسم المنظمة                               | تاريخ انضمام سلوفاكيا | تاريخ انضمام غانا |
| ----------- | ----------------------------------------- | --------------------- | ----------------- |
|             | مؤسسة التنمية الدولية                     | 1993                  | 29 ديسمبر 1960    |
|             | يونسكو                                    | 9 فبراير 1993         | 11 أبريل 1958     |
|             | وكالة ضمان الاستثمار متعدد الأطراف        | 1993                  | 29 أبريل 1988     |
|             | الأمم المتحدة                             | 19 يناير 1993         | 8 مارس 1957       |
|             | الفريق المعني برصد الأرض                  | ?                     | ?                 |
|             | الاتحاد البريدي العالمي                   | ?                     | ?                 |
|             | البنك الدولي للإنشاء والتعمير             | 1993                  | 20 سبتمبر 1957    |
|             | الاتحاد الدولي للاتصالات                  | 23 فبراير 1993        | 17 مايو 1957      |
|             | منظمة حظر الأسلحة الكيميائية              | ?                     | ?                 |
|             | مؤسسة التمويل الدولية                     | 1993                  | 3 أبريل 1958      |
|             | المركز الدولي لتسوية المنازعات الاستشارية | 26 يونيو 1994         | 14 أكتوبر 1966    |
|             | منظمة التجارة العالمية                    | ?                     | ?                 |
|             | منظمة الشرطة الجنائية الدولية             | ?                     | ?                 |

## وصلات خارجية
- موقع وزارة الخارجية السلوفاكية
- موقع وزارة الخارجية الغانية